# Гимаев, Сергей Сергеевич
Сергей Сергеевич Гимаев (16 февраля 1984, Москва, СССР) — российский хоккеист, защитник. Сын Сергея Гимаева. Эксперт и хоккейный комментатор.

## Биография
Воспитанник московского ЦСКА. Начал профессиональную карьеру в 2002 году в череповецкой «Северстали», проведя до этого несколько сезонов в фарм-клубе ЦСКА. В следующем году на драфте НХЛ Гимаев был выбран в 5 раунде под общим 166 номером клубом «Оттава Сенаторз». По ходу сезона 2004/05 перешёл в новосибирскую «Сибирь», а следующие два года провёл в составе московского «Динамо».
В 2007 году Гимаев вернулся в Череповец, а спустя год стал игроком астанинского «Барыса», в составе которого за три года стал основным защитником, проведя 158 матчей, и набрав 22 (11+11) очка. 25 июля 2011 года расторг контракт, и в тот же день принял предложение уфимского «Салавата Юлаева». В составе башкирского клуба в сезоне 2011/12 Гимаев принял участие в 46 матчах, записав на свой счёт 5 (1+4) результативных баллов, 3 мая 2012 года появилась информация о расторжении контракта по обоюдному согласию сторон.
В июне 2012 года Гимаев вернулся в родной ЦСКА, заключив с клубом двухлетнее соглашение, по окончании которого стал игроком «Сибири».
В мае 2016 года заключил двухлетний контракт с подмосковным клубом «Витязь». В августе 2018 года подписал контракт с рижским «Динамо», в составе которого провёл два полноценных сезона, после чего, в качестве свободного агента, перебрался в китайский хоккейный клуб «Куньлунь Ред Стар», который в связи с пандемией COVID-19 провёл сезон 2020/2021 в подмосковных Мытищах. Последний матч провел в КХЛ 9 октября 2020 года.
25 ноября[уточнить] состоялся комментаторский дебют на телевидении. В дуэте с Владимиром Гучеком провёл репортаж с матча чемпионата КХЛ между клубами «Салават Юлаев» и «Нефтехимик».

### В сборной
В составе сборной России Сергей Гимаев принимал участие в молодёжном чемпионате мира 2004 года.

## Достижения
- Кубок Европейских Чемпионов
  - Обладатель — 2006
- Серебряный призёр чемпионата России 2003.
- Бронзовый призёр чемпионата КХЛ 2014/2015.

## Статистика
| Легенда | Легенда                    | Легенда | Легенда                   | Легенда | Легенда    |
| ------- | -------------------------- | ------- | ------------------------- | ------- | ---------- |
| И       | Количество проведённых игр | Штр     | Штрафное время            | +/−     | Плюс-минус |
| Г       | Голы                       | П       | Голевые передачи          | О       | Очки       |
| -       | Статистика неизвестна      | —       | Статистика не учитывалась |         |            |